# 拉图迪梅
拉图迪梅（法語：La Tour-du-Meix）是法国汝拉省的一个市镇，位于该省中南部，安河右岸，属于隆斯勒索涅区。该市镇总面积13.42平方公里，2009年时的人口为226人。

## 人口
拉图迪梅人口变化图示